# L'uomo che ride (opera)
L'uomo che ride (L'Homme qui rit) è un'opera in due atti con prologo del compositore canadese Airat Ichmouratov, su libretto in francese del poeta Bertrand Laverdure, tratto dall'omonimo romanzo di Victor Hugo. Commissionata dal Festival Classica, l'opera è stata presentata in anteprima il 31 maggio 2023 a Montreal, in Canada